# Хронология русской литературы XVI века

## Оригинальные произведения

### 1500-е годы
- 1501—1510 — хроникальные заметки Германа Подольного о Белозерском крае.
- 1501 — Послания королевы Елены Ивановны своему отцу Ивану III, матери и братьям.
- 1501, 22 августа — Послания митрополита Симона духовенству и мирянам в Пермь.
- Не ранее 1502 — Иосиф Волоцкий пишет «Книгу на новгородских еретиков», известную с XVII века под названием «Просветитель». Часть текста написана рукой Нила Сорского.
- 1503 — Доклад церковного собора о монастырском землевладении. Решение собора о вдовых попах.
- 1503 — Спиридон-Савва составляет новую редакцию «Жития Зосимы и Савватия».
- После 1503 — священник Георгий Скрипица пишет «Написание о вдовых попах» (по итогам собора 1503 г.).
- 1503—1504 — Иосиф Волоцкий пишет послание Митрофану (духовнику Ивана III).
- 1504 — Осуждение еретиков на церковном соборе. Смещение Геннадия Новгородского. Послание о соблюдении соборного приговора подписано митрополитом Симоном (но считается, что его автор — Иосиф Волоцкий).
- 1504, 15 июля — Послание митрополита Симона в Псков о вдовых священниках.
- 1504 — дьяк Иван-Волк Курицын осуждён за ересь и сожжен в Москве.
- 1505 — смерть Ивана III.
- 1505 — гипотетическая новгородская летопись («первая редакция» Летописи Дубровского).
- 1505 — полная редакция послания Памфила, игумена Псковского Елеазаровского монастыря, псковскому наместнику о праздновании дня Рождества Иоанна Предтечи (с описанием купальных обрядов).
- 1506—1515 — архиепископ Ростовский Вассиан Санин. Написание им «Жития Пафнутия Боровского».
- Между 1506 и 1515 — Николай Булев пишет послание Вассиану Санину в защиту греко-латинской унии.
- 1507 — Послание Василия III его сестре Елене Ивановне.
- 1507 — Иосиф Волоцкий пытается перевести свой монастырь под власть великого князя. Архиепископ Новгородский Серапион отлучает его от церкви.
- 1507 — Духовная грамота Иосифа Волоцкого.
- Между 1507 и 1515 — второй период творчества Иосифа Волоцкого (по Я. С. Лурье). Он пишет пространную редакцию Устава, трактат «Яко не подобает святым божиим церквам обид творити» и ряд посланий (послание княгине Голениной — между 1505 и 1513).
- 1500-е годы (после 1507) — два послания Нила Полева к Герману Подольному и ответ (несохранившийся) Германа.
- 7 мая 1508 года — Смерть Нила Сорского. Он оставил завещание.
- 1508 — Завершается Софийская первая летопись по списку Царского. Предполагается (Я. С. Лурье), что в этом году составлен летописный свод.
- После 1508 (по Д. С. Лихачеву: после 1515) — Написание «Видения хутынского пономаря Тарасия».
- 1509 — Послание Серапиона митрополиту Симону с рассказом «Об Иосифе неблагословении».
- 1509, апрель и июнь — Послания митрополита Симона Иосифу Волоцкому, отменяющие его отлучение.
- 1509, июль — Церковный собор, лишивший сана архиепископа Серапиона.
- 1509—1521 — Нил, епископ Тверской (из греческого рода Траханиотов). Автор двух посланий: некоему Георгию Дмитриевичу об артосе и князю Георгию Ивановичу Дмитровскому. Предположительный автор Повести о приходе пречистой Богородицы в Афонскую гору («Сказания об иконе Богоматери Иверской»).
- По гипотезе А. А. Шахматова, составлен Псковский летописный свод (отвергается А. Н. Насоновым).
- 1510 — Послания Иосифа Волоцкого И. И. Третьякову-Ховрину, И. В. Головину, Б. В. Кутузову и другим лицам.
- 1510—1511 — Иосиф Волоцкий составляет пространную редакцию «Просветителя» (включая туда «Слово об осуждении еретиков»).
- 1510 — написание «Пророчества отца нашего Зосимы». Его предположительный автор — Досифей Соловецкий.
- 1510—1511 (предположительно) — «Послание о крестном знамении» инока Филофея Василию III[1].
- 1500-е годы — Вассиан Патрикеев пишет «Собрание некоего старца» и «Ответ кирилловских старцев» (ответ Иосифу Волоцкому)[2].

### 1510-е годы
- 18 января 1511 года — Послание Ивана Ивановича Головина-Скрябы Иосифу Волоцкому.
- 1511 — Нил Полев и Дионисий Звенигородский возвращаются в Волоколамский монастырь после пребывания у заволжских старцев (взяв с собой ряд автографов Нила Сорского, включая трехтомный «Соборник») и составляют на тех «донос». Старец Серапион, доставивший донос Иосифу Волоцкому, был подвергнут пытке и умер.
- Между 1511 и 1515 — Вассиан Патрикеев пишет «Слово ответно»[3], «Слово о еретиках» и «Прение с Иосифом Волоцким», создает новую редакцию «Собрания некоего старца».
- 1512 — Древнейший список сборника уставных чтений «Рай».
- 1515 — Смерть Иосифа Волоцкого.
- 1515 — Окончание Академического списка Новгородской четвёртой летописи младшего извода.
- 1516 — Этим годом завершается общий текст списков Устюжской летописи.
- 1516—1522 (датировка Б. М. Клосса[4]) — составление Русского хронографа в Иосифо-Волоколамском монастыре, ранее названного «Хронографом 1512 года». Его предположительный автор — Досифей Топорков (согласно А. Д. Седельникову и другим). При составлении Хронографа его автор создаёт «Повесть о создании и попленении Тройском».
- 1517 — Вассиан Патрикеев завершает первую редакцию собственной «Кормчей».
- 1518 — «Летописный свод 1518 года» (по А. Н. Насонову). Я. С. Лурье определяет его как Уваровский вид «Летописца от 72-х язык». Свод 1518 года отразился в Львовской летописи и Софийской II летописи (этим годом завершается Архивский список Софийской II летописи).
- 1518 — Этим годом завершается Голицынский список Новгородской четвёртой летописи старшего извода (переписан в том же году).
- 1518—1522 — Вассиан Патрикеев при участии Максима Грека составляет вторую редакцию своей «Кормчей».
- 1518—1519 — переписка дипломата Фёдора Карпова с Максимом Греком (два послания Максима и одно послание Карпова).
- Около 1518 — Составлено «Сказание вкратце» о Пафнутии Боровском на основании его жития.
- 1520 — Согласно А. А. Шахматову, летописный свод, составленный на основе свода 1518 г. (отразился в Иоасафовской летописи).
- 1510-е годы — период активной деятельности Николая Булева. Написание несохранившегося трактата о догмате filioque, беседы об иконе «Сошествие святого Духа», переводы.
- 1510-е годы (определенно после 1508) — Иннокентий Охлябинин, основатель Комельского монастыря, пишет «Завет» монахам[5].
- 1510-е годы — написание двух «Повестей о псковском взятии» (псковской и московской). Псковская повесть включена в состав Псковской I летописи.
- 1510-е годы — Спиридон-Савва пишет «Послание о Мономаховом венце».
- 1510-е годы — в Новгороде написано «Сказание о видении Спасова образа царю Мануилу».
- Первая четверть XVI века — в Новгороде написано «Сказание о Спасовом образе».

### 1520-е годы
- 1521 — Два послания инока Филофея псковскому дьяку Михаилу Григорьевичу Мисюрь-Мунехину: о моровом поветрии и «На противостоящих божией воле». Также Филофей был авторов ряда других посланий: «О покорении разума откровению», «Послания к вельможе в мире живуще».
- Между 1521 и 1524 — первая редакция «Жития Макария Калязинского»[6].
- Между 1522 и 1527 — Игумен Соловецкого монастыря Вассиан пишет рассказы о чудесах, дополняющие «Житие Зосимы и Савватия соловецких».
- 1522—1539 — Митрополит Московский Даниил — автор 16 слов, многочисленных посланий и поучений, окружного послания, сочинения в защиту монастырских вотчин.
- 1522—1543 — Игумен Волоколамского монастыря Нифонт Кормилицын. Инициатор составления многочисленных рукописных сборников, участвовал в составлении сводной Кормчей.
- Между 1522 и 1539 — послание Федора Карпова митрополиту Даниилу, а также послание Карпова старцу Филофею.
- Между 1522 и 1533 — Монах Пахомий пишет «Житие ярославских князей Василия и Константина».
- 1523 — Игумен Кирилло-Белозерского монастыря Гурий Тушин составляет краткий «Летописец русский».
- 1523—1526 — Гурий Тушин переписывает сборник, включающий редакцию «Пророчеств эллинских мудрецов».
- 1523 — Завершение текста «Владимирского летописца» (имеет совпадения с Троицкой летописью).
- 1523—1524 — Переписка инока Филофея и дьяка М. Г. Мисюрь-Мунехина. «Послание против звездочетцев и латинян» Филофея в ответ на письмо Мунехина и переписку Мунехина с Николаем Булевым (не сохранилась). В этом послании Филофей излагает концепцию «Москва — третий Рим».
- Между 1523 и 1527 — написано «Сказание о князьях Владимирских» (по предположению А. Л. Гольдберга, его автором был Дмитрий Герасимов[7]).
- После 1524 — написана первая редакция «Сказания об иконе Рождества Богоматери и основании Сямского монастыря».
- 1525 — На основании бесед с Дмитрием Герасимовым во время его пребывания в Риме Паоло Джовио составляет описание Московии, а картограф Батиста Аньезе составляет карту России.
- 1525 — Церковный суд над Максимом Греком. Он заточен в Иосифо-Волоколамский монастырь.
- 1526 — Предположительно составлен Московский летописный свод (до этого года сходство обнаруживают тексты Воскресенской летописи, Воскресенского списка Софийской II летописи и второй редакции Вологодско-Пермской летописи).
- Между 1526 и 1530 — Согласно Б. М. Клоссу, составлена первоначальная редакция Никоновской летописи (сохранился её оригинал — первые 939 листов списка Оболенского), доведенная до 1520 г. Её автор — митрополит Даниил.
- 1526—1542 — Новгородский архиепископ Макарий — автор ряда посланий и грамот.
- 1526—1527 — Послание архиепископа Макария Василию III.
- После 1526 (не позднее 1530-х) — в Волоколамском монастыре составлен рассказ «О преставлении старца Антония Галичанина» («Повесть о видении Антония Галичанина»).
- 1528 — Архиепископ Макарий вводит в новгородских монастырях общежительный устав.
- 1528 — Письмо митрополита Даниила Дионисию Звенигородскому, монаху Иосифо-Волоколамского монастыря, в ответ на послание последнего.
- 1528—1529 — По поручению архиепископа Макария Досифей Топорков редактирует перевод «Синайского патерика».
- 1529 — Начало работы в Новгороде по инициативе архиепископа Макария над составлением Великих Миней Четьих.
- Конец 1520-х годов — При митрополичьей кафедре составлена «Иоасафовская летопись» (излагает события 1437—1520 гг.).
- Конец 1520-х годов — Вторая редакция «Вологодско-Пермской летописи». Восходит к своду 1520-х годов (1526) и близка к Воскресенской.
- Первая половина 1520-х годов (либо 1530-е) — Послание Максима Грека некоему «кир Георгию» (Г. И. Токмакову либо[8] Ю. Д. Траханиоту) с критикой «Луцидариуса».
- Первая половина 1520-х годов — Три послания Максима Грека Василию Михайловичу Тучкову.
- 1520-е годы — Лев Филолог[9] составляет «Похвальное слово Михаилу Черниговскому и боярину Феодору».
- 1520-е годы (между 1515 и 1529) — Корнилий Комельский составляет свой монастырский Устав.
- 1520-е годы — написан «Летописчик Иосифа Санина» (краткий рассказ о деятельности Иосифа Волоцкого)[10].
- 1520-е (не позднее 1530-х годов) — написание второй редакции «Жития Исайи Ростовского».
- 1520-е годы — составление на основе Русского хронографа «Повести о Амурате», включенной в Никоновскую летопись.

### 1530-е годы
- 1531 — Суд над Максимом Греком и Исааком Собакой. Максим Грек сослан в Тверской Отроч монастырь под надзор епископа Акакия. Писец Михаил Медоварцев сослан в Коломну.
- 1531 — По соборному суду Вассиан Патрикеев осужден как еретик и сослан в Иосифо-Волоколамский монастырь.
- 1531 — Игумен Псково-Печерский Корнилий составляет новую редакцию «Повести о Псково-Печерском монастыре».
- Вскоре после 1531 — составлен единственный список «Новгородской Карамзинской летописи».
- 1532 или вскоре после — написан Архивский список Софийской второй летописи (считается её оригиналом).
- 1532 — Этим годом завершается краткий летописец Михаила Медоварцева.
- 30 августа 1533 года — Смерть Александра Свирского. Его духовная грамота датирована днем смерти.
- 1533 — По гипотезе А. А. Шахматова и С. А. Левиной, создана первая редакция Воскресенской летописи.
- 1533 — Этим годом заканчивается изложение в основных списках Львовской летописи.
- 1533 — Послание Феодосия, игумена Хутынского монастыря, Ивану Шигоне-Поджогину.
- Между 1533 и 1538 — Лев Аникита Филолог пишет по просьбе соловецкого монаха Богдана «Похвальные слова Зосиме и Савватию соловецким».
- 1534 — Составлена «Повесть о болезни и смерти Василия III», тогда же включенная в летопись.
- 1534 — Этим годом завершается Воскресенский список Софийской II летописи (написан в середине 1540-х годов), что указывает на составление в этом году летописного свода.
- 1534 — Автор из Ростова составляет летописный свод, отразившийся в «Тверском сборнике» (изложение заканчивается на 1499 г.).
- 1534—1536 — послание Зиновия Отенского дьяку Я. В. Шишкину.
- 1534—1535 — Новгородский иеромонах Илья обращает в христианство местные языческие племена. С его слов (либо им самим) написан летописный рассказ «О крещении дикой лопи».
- 25 марта 1534 — Грамота архиепископа Макария об искоренении языческих обрядов.
- 1535, январь — Послание игумена Хутынского Феодосия архиепископу Макарию.
- 1535 — Обрывается Музейский список Новгородской четвёртой летописи младшего извода.
- После 1535 — сохранилось несколько писем Андрея Ивановича Горбатого разным лицам.
- 1535 или немного позднее — два письма Ивана Фёдоровича Овчины-Телепнева-Оболенского его двоюродному брату Федору Васильевичу и ответное письмо Федора (январь 1536).
- 1537 — Василий Михайлович Тучков пишет третью редакцию «Жития Михаила Клопского».
- Вскоре после 1537 — написана «Повесть о поимании князя Андрея Ивановича Старицкого».
- 1538 — По инициативе Макария монах Аркадец включает в четью-минею за июль «Просветитель» Иосифа Волоцкого.
- 1538 — Смерть Дионисия Звенигородского. Запись о его кончине сделана его учеником Онуфрием Исаковым, монахом Иосифо-Волоколамского монастыря.
- 1538—1539 — Новгородский иеромонах Илья пишет русскую версию «Жития Георгия Нового».
- 1539 — составление Новгородского летописного свода (летопись по списку Дубровского). По инициативе Макария.
- После 1539 — составление Архивской летописи (Н. М. Карамзин называл её Ростовской летописью).
- 1539 — Иоасаф (Скрипицын) избран митрополитом и составляет перед посвящением «Исповедание православной веры».
- Между 1539 и 1545 — Умер Фёдор Иванович Карпов.
- После 1539 — написана первая редакция «Сказания об иконе Богоматери Оковецкой».
- 1539—1541 — Согласно А. С. Демину, составлен второй Письмовник — «Посланием начало».
- 1540 — Новгородский иерей Агафоник (вместе с архиепископом Макарием) составляет книгу «Пасхалия».
- 1530-е годы — Согласно Б. М. Клоссу, создан «первоначальный вид» Хронографа западнорусской редакции.
- 1530-е годы (незадолго до 1538) — составление первой (пространной) редакции «Жития Павла Обнорского». По гипотезе С. П. Розанова, её автор: Протасий, игумен Чухломского Покровского монастыря.
- Между 1530-ми и 1550-ми годами — написание «Жития Иоанна Казанского» (возможно Нифонтом Кормилицыным).
- 1530-40-е годы — Второй этап творчества Максима Грека. Многочисленные публицистические сочинения и послания («Повесть страшна и достопамятна и о совершенном иноческом жительстве», «Беседа ума с душой», «Слово о покаянии», «Стязание любостяжательного с нестяжательным» и другие). Предполагается, что он был автором «Повести о Валтасаре Вавилонском».

### 1540-е годы
- 1541 — Завершение работы над Софийским списком Великих Миней Четьих.
- 1541 (датировка Б. М. Клосса; по С. А. Левиной, между 1542 и 1544) — составлена «Воскресенская летопись» (заканчивается известиями 1541 г.).
- 1541 — Максим Грек пишет «Слово о победе над татарами».
- 1542 или вскоре после — Дьяк Иосифо-Волоколамского монастыря Сильвестр Капустин составляет краткий летописец.
- 1542—1551 — Архиепископ Новгородский Феодосий. Автор грамот и посланий.
- 1544 — Священник Никольской церкви в Яренге Варлаам составляет первоначальную версию «Сказания о Иоанне и Логгине Яренгских».
- 1545 — Сохранившаяся опись библиотеки Иосифо-Волоколамского монастыря.
- 1545, сентябрь — Послание Феодосия Новгородского князю Андрею Дмитриевичу Ростовскому.
- 1545—1546 — Досифей Топорков составляет «Волоколамский патерик» и «Слово надгробное» Иосифу Волоцкому.
- 1545 — Иродион, игумен Спасско-Троицкого монастыря, пишет «Житие Александра Свирского» (основателя монастыря).
- 1545 — Феодорит крестит лопарей (саамов) восточной части Кольского полуострова и переводит на их язык некоторые библейские книги и молитвы.
- 1545—1546 — Три послания Феодосия Новгородского Ивану Грозному по поводу Казанского похода.
- Между 1545 и 1549 — Игумен Перекомского монастыря под Новгородом Роман пишет «Житие Ефрема Перекомского».
- 1546 — Ермолай-Еразм из Пскова пишет послание казначею Кир-Софронию в Москву и отправляет написанную им «Зрячую пасхалию».
- 1546 — Савва Чёрный составляет «Житие Иосифа Волоцкого».
- 1546—1547 — Переписка Макария и Максима Грека.
- Перед 1547 — написание первой редакции «Жития Мартиниана Белозерского» и первой редакции «Жития Ферапонта Белозерского».
- 1547 или немного ранее — вторая редакция «Жития Макария Колязинского».
- 1547, январь — Поставление на царство Ивана Васильевича по «Чину венчания на царство», составленному митрополитом Макарием. Макарий выступает с Поучением царю (16 января) и речью к царю и царице (2 февраля).
- 1547 — Церковный собор, канонизировавший многих святых.
- 1547 — Псковский священник Василий (Варлаам) пишет «Житие Евфросина Псковского».
- 1547 — Составлено «Слово похвальное митрополиту Ионе», включенное в Великие Минеи Четьи.
- 1547 — Составлен Псковский летописный свод (этим годом завершается Погодинский список Псковской I летописи). Его связывают со старцем Филофеем.
- 1547 — Этим годом завершается Постниковский летописец — краткий летописец, составленный дьяком Постником Губиным (Федором Никитичем Моклоковым).
- 1547, 1 августа — «Окружное послание» о милостыне митрополита Макария.
- 1547 — Послание Феодосия Новгородского Ивану Грозному о запрете корчемства в Новгороде.
- Вскоре после 1547 (но до 1563) — написана «Повесть о московском пожаре» 1547 года, включенная позже в отредактированном виде в Степенную книгу.
- Вскоре после 1547 — Ермолай-Еразм переезжает из Пскова в Москву и пишет «Повесть о Петре и Февронии» и «Повесть о епископе Василии» (Муромском и Рязанском).
- Не ранее 1547 — Написано «Житие Иоасафа Каменского».
- Между 1547 и 1552 — написана третья редакция «Повести о житии Александра Невского» (Похвальное слово ему), включенная в ВМЧ. Предполагается авторство Михаила, инока Владимирского Рождественского монастыря.
- 1547—1548 (либо 1551) — Максим Грек по ходатайству игумена Троицкого Артемия переведен в Троице-Сергиев монастырь.
- 1548, 21 июня — по решению царя и митрополита составлено общее поминание (синодик).
- 1548 — По инициативе игумена Соловецкого Филиппа «Житие Зосимы и Савватия» дополнено собранием новых чудес.
- Конец 1548 — Переписка между Макарием и бывшим митрополитом Иоасафом по делу Исака Собаки (письмо Макария датировано 9 ноября 1548 г.).
- 1549—1550 — Сочинения Ивана Пересветова вручены Ивану Грозному. Пересветов — автор «Малой челобитной», «Большой челобитной», «Сказания о Магмете-салтане», «Сказания о царе Константине».
- 1549 — Церковный собор, канонизирован ряд святых.
- Февраль 1549 — созван собор, на котором Исаак Собака вновь отлучен от церкви и сослан в Нилову пустынь на Белоозеро.
- 1550 или несколько ранее — анонимное «Послание Ивану IV» (приписывается Сильвестру, но также Даниилу, Макарию, Вассиану Топоркову, Артемию Троицкому либо Максиму Греку).
- 1550 — Стоглавый собор. Составление Судебника Ивана IV.
- 1550—1551 — «Ответное послание» Макария к царю. Речь Макария на соборе. «Наказная грамота» Макария собору.
- 1550 — Послания Иоасафа (Скрипицына), содержащие замечания к постановлениям Стоглавого собора.
- 1550—1552 — Василий (Варлаам) из Пскова пишет «Житие Всеволода-Гавриила Псковского».
- Около 1550 — Ермолай-Еразм пишет трактат «Благохотящим царям правительница» («Моление к царю») и направляет его царю.
- Конец 1540-х — начало 1550-х годов — Максим Грек составляет сборник своих сочинений специально для Иоасафа.
- Вторая четверть XVI века (до 1550) — Зосима Ворбозомский пишет «Поучение и послание к инокине Анастасии».
- Вторая четверть XVI века — составлено «Письмо о нелюбках старцев Кириллова и Иосифова монастыря».
- Первая половина XVI века — написана «Повесть о царице Динаре» (по гипотезе А. А. Зимина и Я. С. Лурье, в кружке митрополита Макария).
- 1540-е годы — Деятельность Григория, монаха суздальского Спасо-Евфимиева монастыря. Автор житий Евфимия Суздальского (краткая редакция — до 1543 — и пространная), Евфросинии Суздальской, Иоанна (епископа Суздальского), Козмы Яхромского, служб этим святым, службы Феодору, епископу Суздальскому; «Слова на память всех святых русских, новых чудотворцев» (после собора 1547).
- 1540-е годы — написание краткой редакции «Жития Макария Желтоводского».
- Середина XVI века — третья редакция «Вологодско-Пермской летописи».
- Середина XVI века — Написание третьего «Жития Иосифа Волоцкого» неизвестным автором (иногда приписывается Льву Филологу либо Зиновию Отенскому).
- Середина XVI века — Монах Иосифо-Волоколамского монастыря Амон пишет канон в честь Иосифа Волоцкого.
- Середина XVI века — Монах Волоколамского монастыря Фотий пишет службу Иосифу Волоцкому, поучение против сквернословия («О лае матерной»), послание к старице Александре.
- Середина XVI века — написание «Жития Кассиана Босого». Приписывалось его ученику Фотию либо Вассиану Возмицкому.
- Середина XVI века — Написание «Жития Серапиона, архиепископа Новгородского». Его автором предположительно был Иоасаф Скрипицын[11].
- Середина XVI века — Монах Спасо-Прилуцкого монастыря Логгин пишет «Житие Игнатия Вологодского».
- Середина XVI века — Создание «Валаамской беседы» (согласно Г. Н. Моисеевой, в 1551 году). Её авторство спорно: она приписывалась Вассиану Патрикееву (после 1531 г.), либо Геннадию Любимоградскому и Адриану Андросовскому; либо неизвестному автору.
- Середина XVI века — монах Спасо-Каменного монастыря Герман пишет «Житие Филиппа Ирапского».
- Середина XVI века (около 1551) — Протасий, игумен Чухломского Покровского монастыря, пишет «Житие Авраамия Галицкого».
- Середина XVI века — написана «Повесть о Борисоглебском Ростовском монастыре».
- Середина XVI века (около 1554) — написано «Слово похвальное Николе Кочанову». Вероятно, тогда же записаны «Чудеса Николы Кочанова».
- Середина XVI века — Дьякон из Витебска Андрей Колодынский составляет апокрифическое «Письмо половца Смеры царю Владимиру Киевскому»[12].

### 1550-е годы
- 1551, 23 февраля — составлен «Стоглав» — сборник постановлений церковного собора.
- 1551, 11 мая — соборный приговор об архиерейских и монастырских вотчинах (включенный как гл. 101 в «Стоглав»).
- 1551—1552 — игумен Троице-Сергиева монастыря Артемий пишет пять посланий.
- 1551 (?) — Зиновий Отенский создает Похвальное слово епископу Ипатию Гангрскому.
- Между 1551 и 1555/56 — Составление Хронографа западнорусской редакции.
- Не позднее 1552 — Маркелл, игумен Хутынский, пишет «Житие Саввы Сторожевского».
- 1552 — Успенский список Великих Миней Четьих (единственный сохранившийся в полном виде).
- 1552, 21 мая — «Послание поучительно» Макария в Свияжск. 13 июля — «Учительное послание» Макария царю.
- 1552 или вскоре после (около 1555) — составление первоначальной редакции «Летописца начала царства». Связано с деятельностью А. Ф. Адашева.
- 1552 — этим годом завершается краткий летописец монаха Иосифо-Волоколамского монастыря Марка Левкеинского.
- 1552 или позднее — рассказы о походах на Казань в 1550 и 1552 годах, включенные в сборники Нифонта Кормилицына (который, как предполагается, и был их автором).
- Начало 1553 — «Троицкая повесть о взятии Казани». По гипотезе А. Н. Насонова, написана келарем Троице-Сергиева монастыря Адрианом Ангеловым.
- 1553 — Царский список Великих Миней Четьих.
- 1553 — Иван Висковатый пишет сочинение о принципах иконописи и добивается обсуждения его на церковном соборе.
- 1553 — (между февралём и июнем) Письмо Сильвестра (священника Московского Благовещенского собора) казанскому наместнику князю А. Б. Горбатому.
- Декабрь 1553 — Матвей Башкин отправлен в заточение в Волоколамский монастырь. По тому же процессу привлечен Феодорит, архимандрит Суздальского Спасо-Евфимиевского монастыря, и сослан в Кирилло-Белозерский монастырь (оттуда около 1556 г. Феодорит пишет несохранившееся послание).
- 1553—1554 — Собор разбирает вопрос об иконах и осуждает Висковатого (сохранился «Розыск» по делу). В соборное дело включены «Жалобницы» Сильвестра и священника Симеона.
- Октябрь 1553 — январь 1554 — Бывший игумен Троице-Сергиева монастыря Артемий привлечен к соборному суду, признан виновным в ереси и сослан в Соловецкий монастырь.
- Около 1554 — Написано «Житие князя Константина Муромского». Предполагается, что его автор: Михаил, инок владимирского Рождественского монастыря. Инок Михаил также был автором служб князю Константину и его сыновьям, службы Александру Невскому, канона к службе Петру и Февронии.
- 1554 — Написано «Житие Иоанна, устюжского юродивого» неизвестным по имени сыном игумена Борисоглебского Сольвычегодского монастыря Дионисия.
- После 1554 — Артемий бежит в Литву. К этому периоду относятся его девять посланий (в том числе Симону Будному).
- 1554—1555 — На соборе осужден как еретик Феодосий Косой.
- 1555 — Создание Государева родословца, работу над которым вел Алексей Федорович Адашев (при участии И. И. Третьякова-Ховрина).
- 1555/56 — «Приговор царской о кормлениях и службах», помещенный в Никоновской и Львовской летописях. Предполагается авторство А. Ф. Адашева.
- 1555, декабрь (либо 21 января 1556 года) — Смерть Максима Грека.
- 1555 — Василий (Варлаам) Псковский пишет первую редакцию «Жития Саввы Крыпецкого» (Крыпецкий монастырь).
- 1556 — Составление Государева разряда. Возможно участие А. Ф. Адашева.
- 1556 — Новая редакция «Летописца начала царства», доведенная до 1556 г. Её составителем (как и первой редакции) считается А. Ф. Адашев.
- 1556 — этим годом завершается сокращенный Новгородский летописец по списку Никольского.
- 1556, 20 августа — послание архиепископа Новгородского Пимена в Псков.
- Вскоре после 1556 (до 1560) — на основе первой редакции Никоновской летописи, Воскресенской летописи и «Летописца начала царства» составлена вторая редакция Никоновской летописи (её Патриарший список, доведенный до 1558 г.).
- 1557 — Расследование дел учеников Артемия Троицкого, включая Нила Курлятева.
- 1557-начало 1558 — Маркелл, игумен Хутынский, составляет первую редакцию «Жития Никиты, епископа Новгородского».
- 1558 — Василий (Варлаам) Псковский пишет «Житие Нифонта Новгородского».
- Между 1558 и 1563 — Василий (Варлаам) Псковский пишет подробную редакцию «Жития Исидора Юрьевского».
- Вскоре после 1558 — Иоасаф, игумен Данилова монастыря, пишет вторую редакцию «Жития Никиты, епископа Новгородского», «Сказание об обретении мощей Григория и Кассиана Авнежских с чудесами» и «Житие Стефана Махрищского».
- Вскоре после 1558 — Составлена Холмогорская летопись.
- 1558—1561 — путешествие Василия Познякова по святым местам, в Египет и на Синай, описанное им в «Хождении».
- 1559 — Иосиф, инок Герасимо-Болдинского Троицкого монастыря, пишет «Летописец и сказание ко учению и рассуждение о фониаде вкратце» (учебник для царевича Ивана Ивановича). Предполагается, что Иосиф также был автором Послания митрополиту Макарию о составлении алфавитов и «Сказания о сложении азбук и о составлении грамот».
- 1560 — Завершение последней редакции «Летописца начала царства» (летописи, хранившейся у Адашева).
- 1560 — Завершается летопись, которую Карамзин называл Архивским летописцем.
- 1560 — На церковном соборе «за колдовство» осуждены А. Ф. Адашев и Сильвестр.
- 1560 — Создается Цикл  "Повести о Николе Заразском" («Сказание о перенесении образа Николы Чудотворца из Корсуня в Рязань»,«Повесть о разорении Рязани Батыем»,«Коломенские чудеса»,«Род поповский») (по Б.М. Клоссу и А.В. Поппэ)
- Около 1560 — Хлебниковский список Ипатьевской летописи.
- 1560—1562 — В Москве составлено «Сказание о святой горе Афонской» со слов афонских старцев (игумена Пантелеймонова монастыря Иоакима и инока Феофана).
- 1560 или несколько ранее — Сильвестр пишет «Житие княгиги Ольги», включенное в «Степенную книгу».
- 1560—1563 — Составление «Степенной книги» (включает, кроме прочих памятников, написанные специально для неё «Сказание о взятии Астрахани» и «Сказание о Юрии Святославиче и Иулиании Вяземской»). Её автором считается Афанасий (позднее митрополит всея Руси). Также Афанасий (в миру Андрей) — автор «Похвального слова на перенесение мощей Николая Чудотворца».
- Конец 1550-х — 1560-е годы — Старшая редакция Первого азбуковника. Одновременно с ней Нил Курлятев составляет Вторую редакцию Первого азбуковника.
- 1550-е годы — Творческая деятельность Василия (в иноках Варлаама) из Пскова. Написание четвёртой редакции «Жития Александра Невского», четвёртой редакции «Жития Никиты Новгородского», служб Евфросину Псковскому, князю Всеволоду-Гавриилу, Савве Крыпецкому, епископу Нифонту, Георгию мученику Болгарскому, Похвального слова Алексею человеку божию.
- 1550-е годы — Ермолай (Еразм) пишет «Книгу о троице».
- 1550-е годы — написание «Повести о подвигах и чудесах Прокопия Устюжского» неизвестным по имени сыном игумена Дионисия.
- 1550-е годы — Зиновий Отенский пишет послание монахам Гурию Заболоцкому, Кассиану и Гурию Коровиным, заточенным в Соловецкий монастырь; послание «к некоим, вопросившим его о питии». Также Зиновию Отенскому пытались приписать «Послание многословное» (о ереси Феодосия Косого) и одно из житий Иосифа Волоцкого.
- 1550-е годы — составлено «Сказание об иконе Богоматери Владимирской»[13].
- 1550-е или начало 1560-х — по гипотезе А. И. Клибанова, Андрей Курбский пишет житие Августина Гиппонского. По гипотезе И. Денисова, тогда же А. Курбский написал «Сказание о Максиме иноке святогорце Ватопедския обители»[14].
- Вторая половина 1550-х годов — Послание Сильвестра его сыну Анфиму, включенное в «Домострой» как одна из глав. На его основании Сильвестра предположительно считают автором «Домостроя».

### 1560-е годы
- 1561 — смерть А. Ф. Адашева.
- 1561 — Исайя Каменчанин прибывает в Москву из Киева, но затем выслан в Вологду, а потом в Ростов.
- 1561—1563 — составлен текст «Чаши государевой царя Ивана Васильевича».
- Начало 1560-х годов — Иоасаф пишет Жития Григория и Кассиана Авнежских и Стефана Махрищского.
- 1562—1563 (либо между 1556 и 1562) — Протопоп Благовещенского собора Афанасий пишет «Житие Даниила Переяславского».
- 1562 — Послание Александра Ивановича Полубенского Ивану Петровичу Челяднину.
- 1563, 24 января — Послание архиепископа Новгородского Пимена Ивану Грозному под Полоцк.
- 1563 — Смерть Феодосия, бывшего архиепископа Новгородского, в Волоколамском монастыре. Евфимий Турков составляет записку о его последних днях.
- 1563, 31 декабря — составление «Прощальной грамоты» митрополита Макария и смерть митрополита.
- 1563—1564 — Послания Андрея Курбского в Псково-Печерский монастырь (два из них обращены к Вассиану Муромцеву).
- 1563—1564 — Инок Трифиллий пишет службу Серапиону Новгородскому (возможно, он же был автором «Жития» Серапиона).
- Ночь на 30 апреля 1564 года — Бегство Андрея Курбского в Литву.
- 1564, май — Первое послание Андрея Курбского Ивану Грозному
- 1564 — Послание А. И. Полубенского в Юрьев Я. Шабликину и И. Огибалову.
- 1564, 5 июля — ответное первое послание Ивана Грозного Андрею Курбскому.
- 1564 — Составлено «Сказание о последних днях митрополита Макария» (предположительно будущим митрополитом Афанасием)[15].
- 1564 — Написана повесть «О свершении большия церкви Никитского монастыря».
- 1564—1565 (или 1564—1566) — Написание «Казанской истории» неизвестным автором.
- После 1564 — Игумен Вассиан составляет описание чудес, дополняющих «Житие Никиты Столпника Переяславского».
- 1565, 23 января — смерть Геннадия (Григория), игумена Спасо-Геннадиева монастыря. Автор «Наказания и поучения к братии и к людям» (продиктованного им духовного завещания).
- 1565 — Василий (Варлаам) Псковский пишет «Сказание об иконе знамения Богородицы Мирожской».
- 1565 — Зиновий Отенский пишет Похвальное слово на открытие мощей епископа Никиты.
- 1566—1568 — Томский и Чудовский списки — древнейшие сохранившиеся списки «Степенной книги».
- Июнь 1566 года — Иван Грозный решает назначить митрополитом архиепископа Казанского Германа Полева, но тот выступает с устным поучением царю, и царь лишает его сана.
- 1566 — Некий инок Феодосий пишет сказание о чуде св. Арсения Тверского.
- 1566—1567 — «Плач» (1566) и «Лист» (1567) Исайи Каменчанина.
- Между 1566 и 1568 — Георгий Иванович Токмаков[16] пишет «Повесть о Выдропуской иконе Богоматери».
- После 1566 (до 1572) — Зиновий Отенский пишет «Истины показание к вопросившим о новом учении» и Слово на открытие мощей архиепископа Ионы.
- 1567 — Монах Волоколамского монастыря Вассиан Кошка пишет надгробное слово Акакию, епископу Тверскому.
- 1567—1569 — Посольство в Швецию. Описано в статейном списке, составленном Иваном Михайловичем Воронцовым.
- 1567 — Составление псковского летописного свода (Строевский список Псковской III летописи заканчивается ноябрем 7076 (1567) года). Согласно А. Н. Насонову, его автор — игумен Корнилий.
- 1567 — Иеромонах Феодосий пишет «Житие Александра Ошевенского».
- 1568 — «Летописец начала царства» и тетради с записями за 1560—1568 годы отправлены в Александровскую слободу для обработки.
- 1568 — Прекращение общегосударственного русского летописания.
- Между 1568 и 1576 — работа над «Лицевым летописным сводом» в Александровской слободе (доведен до 1567 г.).
- 1568 — Смерть бывшего архимандрита Возмицкого монастыря Вассиана Кошки. Он считается автором ряда произведений: Словарного свода; Жития Кассиана Босого; Жития Фотия (ученика Кассиана Босого); статьи «О вражде старцев Кирилло-Белозерского монастыря на иосифлян».
- Вскоре после 1568 — Некий Феодор пишет канон или службу на обретение мощей Максима, московского юродивого.
- 1569 — Сокращенная редакция майской книги Великих Миней Четьих.
- 1569 — Семен Елизарьев Мальцев, находясь в крымском плену, составляет «речи» об астраханском походе татар.
- 1569 или вскоре после — написано «Житие Тихона Луховского».
- 1570 — Казнён Иван Михайлович Висковатый. Иногда его считают автором приписок к Лицевому летописному своду.
- 1570 — Казнён царём игумен Псково-Печерского монастыря Корнилий.
- 1570 — Диспут Ивана Грозного с Яном Рокитой («Послание против люторов») (10 мая Рокита произносит речь, 18 июня Иван IV отправляет ему ответное послание).
- 1570, 24 октября — Послание Ивана Грозного королеве Елизавете I.
- 1570 — Епископ Вологодский Макарий составляет «Устав о соборной службе» для Софийского собора в Вологде.
- 1570 — Посол в Турцию Иван Петрович Новосильцев составляет статейный список о посольстве.
- 1560-е годы — написана первая редакция «Повести о явлении Святогорских икон».
- 1560-70-е годы (по Я. С. Лурье, после 1564) — составление краткой редакции «Повести о белом клобуке»[17].

### 1570-е годы
- Около 1571 — написано «Житие Адриана Пошехонского».
- 1571 или 1572 — смерть Зиновия Отенского.
- 1571 — посол в Польшу князь Григорий Федорович Мещёрский составляет «отписки» посольства царю о международных делах.
- 1572, 11 августа — первое послание Ивана Грозного королю Швеции Юхану III.
- 1572 или вскоре после — написана «Повесть о битве при Молодях».
- 1572—1573 — Андрей Курбский пишет «Историю о великом князе Московском».
- После 1572 — составлена «Новгородская вторая летопись» (текст завершается 1572 г., с приписками до 1587 г.).
- 1573, 6 января — второе послание Ивана Грозного Юхану III.
- 1573, сентябрь — послание Ивана Грозного в Кирилло-Белозерский монастырь.
- 1573 — сохранившаяся опись библиотеки Иосифо-Волоколамского монастыря. Составлена уставшиком Евфимием Турковым[18] и книгохранителем Пафнутием Рыковым.
- Между 1573 и 1577 — смерть Сильвестра.
- 1574, июнь — послание Ивана Грозного Василию Грязному.
- 1574 — «Отписки» Михаила Андреевича Безнина из Пайды в Ревель.
- 1575 — Послание Ивана Грозного Симеону Бекбулатовичу.
- Около 1575 (по Б. М. Клоссу) — Переработка текста Лицевого летописного свода. Появление приписок.
- 1576 — Работа над Лицевым летописным сводом по неизвестным причинам прервана. Ряд миниатюр остались нераскрашенными[19]. Одна из частей свода известна как «Царственная книга» (включает в себя «Рассказ о болезни Ивана Грозного» в 1552 г.).
- Между 1576 и 1586 — епископ Вологодский Антоний пишет «Житие Герасима Болдинского».
- 1577 — Второе послание Ивана Грозного Андрею Курбскому.
- 1577, 9 июля — Послание Ивана Грозного Александру Полубинскому.
- Между 1577 и 1580 — Епископ Суздальский Варлаам пишет повесть об обнаружении им текста «Жития Евфросинии Суздальской» и её канонизации.
- Вскоре после 1577 — Составление краткого рассказа, положенного в основу «Жития Артемия Веркольского» (см. также Артемиево-Веркольский монастырь).
- 1578 — Иона, инок Сийского монастыря, пишет «Житие Антония Сийского», а затем похвальное слово и службу святому (в 1579 г.).
- 1578 — Игумен Волоколамского монастыря Евфимий Турков составляет «Обиход монастырский».
- После 1578 — Евфимий Турков перерабатывает «Житие Иосифа Волоцкого».
- 1579 — Пскович Иван Рыков пишет притчу «О царе-годе» и ряд статей календарно-астрономического содержания. Он же назван автором астрологической «Книги Рафли».
- 1579, 15 сентября — Третье послание Андрея Курбского Ивану Грозному.
- 1579, 1 октября — Первое послание Ивана Грозного Стефану Баторию.
- 1579 — царевич Иван Иванович составляет новую редакцию «Жития Антония Сийского».
- Третья четверть XVI века — написано «Житие Александра Куштского».
- Третья четверть XVI века — монах Иосифо-Волоколамского монастыря Игнатий Зайцев составляет краткий летописец.
- Третья четверть XVI века[20] — написано «Сказание о Валаамском монастыре».
- 1570-е годы (предположительно) — гимнографическое творчество Ивана Грозного. Канон «Ангелу Грозному», подписанный именем Парфения Уродивого.
- 1570-е годы — Активная переписка Андрея Курбского (послания Марку Сарыхозину, Кузьме Мамоничу, волынскому шляхтичу Кодиану Чапличу, княгине Чарторыйской, три послания Константину Острожскому).
- 1570-80-е годы — написание «Жития Антония Римлянина», вероятно, Нифонтом, монахом новгородского Антониева монастыря.
- 1570-80-е годы (до 1589) — согласно А. С. Демину, составлен третий Письмовник.

### 1580-е годы
- Начало 1580-х — Андрей Курбский пишет «Историю о осьмом соборе».
- 29 июня 1581 года — Второе послание Ивана Грозного Стефану Баторию.
- Между 1581 и 1583 — Игумен Пимен пишет первоначальную редакцию «Жития Кирилла Новоезерского» (см. также Кирилло-Новоезерский монастырь).
- Между 1581 и 1597 — монах соловецкий Пафнутий пишет послание с вопросами игумену соловецкому Иакову[21].
- 1582 — Послание Исайи Каменчанина к Ивану Грозному.
- 1582—1583 — Русское посольство в Англию. Фёдор Андреевич Писемский составляет статейный список.
- Вскоре после 1582 — Псковский иконописец Василий пишет «Повесть о прихожении Стефана Батория на град Псков».
- 1583, май — Смерть Андрея Курбского.
- Между 1583 и 1587 — Григорий, монах[22] Псково-Печерского монастыря, пишет вторую редакцию «Повести о Псково-Печерском монастыре».
- 1584 — Смерть Ивана Грозного.
- 1584 — Арсений Высокий, книгохранитель библиотеки вологодского Спасо-Прилуцкого монастыря, составляет указатель уставных чтений в монастыре на каждый день года.
- 1584 — Игумен Глушицкого монастыря Иона пишет «Житие Сергия Нуромского».
- Между 1584 и 1586 — Игумен Спасо-Геннадиева монастыря Алексей пишет «Житие Геннадия Костромского».
- 1585 — Епископ Рязанский Леонид отправляет царю челобитную на архиепископа Ростовского Евфимия.
- 1586 — этим годом завершается краткий летописец книгохранителя библиотеки Волоколамского монастыря Мисаила, в миру Михаила Андреевича Безнина (или Безднина).
- 1586 или вскоре после — написано «Сказание о Кирилле Вельском».
- 1587 — Игумен Псково-Печерского монастыря Мелетий составляет описание чудес икон Богородицы Успение и Умиление.
- 1587 или вскоре после — Игумен Иосифо-Волоколамского монастыря Левкея Аишев пишет краткий некролог Евфимия Туркова[18].
- Вскоре после 1588 — Написание «Жития Василия Блаженного» и похвального слова ему. Предполагается авторство игумена Алексея.
- 1589—1605 — Патриарх Иов. Автор ряда посланий и грамот.
- 1589, апрель — послание патриарха Иова грузинскому царю Александру.
- 1589 — Игумен Глушицкого монастыря Иона пишет «Житие Варлаама Важского» (см. Варлаамиев Важский монастырь).
- 1589 — Нафанаил Корнилиевский пишет «Житие Корнилия Комельского».
- 1580-е годы (не позже 1589) — некто Евдоким[23] (возможно, из Чудовского монастыря) составляет грамматику «Простословие»[24], с использованием грамматики Доната.
- 1580-е годы — На основании Устюжской летописи составлена Коми-Вымская летопись.
- 1580-е годы — Старец Соловецкий Мисаил составляет канон Василию Блаженному.
- 1580-90-е годы — написание «Повести о разгроме Новгорода Иваном Грозным», включенной в Новгородскую Уваровскую летопись.

### 1590-е годы
- 1591 — сохранившаяся опись библиотеки Иосифо-Волоколамского монастыря.
- 1591 — Иона Думин пишет пространную редакцию «Повести о житии Александра Невского».
- 1591 — Исайя Каменчанин пишет «Сказание вкратце о великом преподобном отце Максиме Греке». Согласно И. Денисову, тогда же Исайя написал «Сказание известно о приходе на Русь Максима Грека»[25].
- Около 1591 — Нифонт, монах Антониева монастыря, пишет «Похвальное слово Антонию Римлянину».
- Между 1591 и 1598 — написание Колычевской редакции «Жития митрополита Филиппа».
- 1592 — «Утешительное послание» патриарха Иова царице Ирине.
- 1592 — митрополит Новгородский Варлаам пишет послание валаамским старцам.
- 1592 — митрополит Казанский Гермоген пишет грамоту патриарху Иову, прося установить ежегодное поминание в церквах воинов, павших под Казанью в 1552 г.
- 1592 — По А. Н. Насонову, создан летописный свод, послуживший протографом свода 1652 года.
- 1593—1594 — Московское посольство в Стамбул и Иерусалим. Его участник Трифон Коробейников (вместе с дьяком Михаилом Федоровичем Огарковым) составляет «Хождение», широко используя текст «Хождения» Василия Познякова.
- 1594 — Митрополит Гермоген составляет пространное «Сказание о явлении иконы Казанской Богоматери».
- 1594—1595 — Гермоген пишет новую редакцию «Повести о Петре и Февронии».
- Около 1595 — Завершение составления автобиографических записок («Повести о житии») Мартирия, основателя Троицкого Зеленецкого монастыря.
- После 1596 — Ермолай составляет третью редакцию «Первого азбуковника».
- 1596—1597 — Гермоген пишет «Житие Гурия и Варсонофия, казанских чудотворцев».
- Конец XVI века (после 1596) — составление «Второго азбуковника» (в Москве или Троице-Сергиевом монастыре), с использованием трудов Максима Грека и Лаврентия Зизания; в тот же год (1597) составлен «Третий азбуковник» (в Новгороде) Димитрием.
- 1597 — составлена новая редакция общего поминания.
- 1597 — составление описи библиотеки Соловецкого монастыря.
- 1598 — составление «Грамоты утвержденной» об избрании царём Бориса Годунова (1 августа) и «Чина венчания на царство» Бориса Годунова.
- 1598 — Речи патриарха Иова, в том числе во время венчания Бориса Годунова на царство.
- 1598—1605 — царь Борис Годунов. Сохранились многочисленные его грамоты и послания.
- 1598 — составление «Сборника чинов о принятии в православную церковь латинян, магометан и других иноверцев». Его составление приписывается Гермогену.
- 1598 — Составлен текст «Чаши государевой царя Бориса Федоровича».
- 1598 — Нифонт, монах Новгородского Антониева монастыря, пишет «Похвальное слово Антонию Римлянину и повесть о его чудесах, с предисловием и послесловием». Предполагается, что он же был редактором «Жития Антония Римлянина».
- 1598 или вскоре после — составление «Соловецкого летописца». Вероятно, по инициативе игумена (в 1581-97 годах) Иакова.
- 1598 — Инок Герасимо-Болдинского монастыря Филофей Пирогов пишет «Житие Нила Столобенского».
- Между 1598 и 1604 — Патриарх Иов составляет «Повесть о житии царя Феодора Иоанновича».
- 1599 — Редакция «Русского хронографа».
- 1600 — Создание «Чудовских Миней четьих».
- Конец XVI века — написание «Жития Стефана Комельского».
- Конец XVI — начало XVII века — составление четвёртой редакции Первого азбуковника.
- Конец XVI — начало XVII века — написание «Жития Паисия Угличского».
- Конец XVI — начало XVII века — написание «Жития Трифона Печенгского».
- Конец XVI века — написание «Иерусалимского путника» Даниила Корсунского.
- Конец XVI века (или начало XVII века) — составление «Жития Германа Соловецкого».
- Конец XVI века (после 1571) — сказание «О победе Кипрской».
- Конец XVI века — краткий кирилловский летописец, содержащий «беллетризованный» (по Я. С. Лурье) рассказ о стоянии на Угре.
- Конец XVI века — сложился третий тип синодика (помянник как народная книга).
- Конец XVI века (после 1589) — пространная редакция «Повести о белом клобуке».
- Не позднее конца XVI века — написана «Повесть о старом муже и молодой девице».
- Не позднее конца XVI века — написание «Сказания о птицах»[26].
- Вторая половина XVI века — игумен Снетогорского монастыря Корнилий пишет «Послание попу Ивану, хотящу второму браку сочтатися».
- Последняя треть XVI века — игумен Коневского монастыря Варлаам пишет «Житие Арсения Коневского».
- Последняя четверть XVI века (по Н. А. Казаковой, 1570-е годы, по А. А. Зимину и М. Д. Каган, в конце XVI — начале XVII века, по М. Н. Тихомирову и С. О. Шмидту, 1540-е годы) — написана «Повесть о втором браке Василия III», содержащая «пророчества» об Иване Грозном.
- XVI—XVII века — некий Анфим, архимандрит Голгофский, пишет текст «О силе книжной, яже над коеюждо речию пишется» (о надстрочных знаках).
- XVI век — соловецкий монах Сергий пишет «Слово похвальное русским святым».
- XVI век — возможное написание утерянного «Жития Герасима Вологодского».
- XVI век — написана «Повесть о царе Казарине и о жене его».
- XVI век — самые ранние сохранившиеся списки «Иконописного подлинника».
- XVI век — возникновение текста «Чина свадебного».
- Не позднее XVI века — написание «Повести об Андрее Критском».
- Не позднее XVI века — написание «Повести о грешной матери».
- Не позднее XVI века — написание «Повести о происхождении винокурения».
- Не позднее XVI века — написание «Повести о христолюбивом купце».

## Переводы
Всего за XVI век появилось 26 переводов. К середине XVI века переводы с греческого в России практически прекращаются, однако постепенно появляются переводы с польского.
- 1501 — Дмитрий Герасимов переводит с латинского антииудейский трактат Николая де Лиры.
- 1504 — Дмитрий Герасимов (либо Николай Булев) переводит сочинение «Самуила евреина» против иудаизма.
- Начало XVI века — составление «Сказания о сивиллах», включенного в Русский хронограф.
- 1510-е годы — Николай Булев делает перевод восьмой части трактата Вильгельма Дурандуса о времяисчислении, а также (вероятно) астрологического «Альманаха» Штоффлера.
- 1516 — Максим Грек (Михаил Триволис) приезжает из Афона в Москву для перевода Толковая Толковой Псалтири.
- 1519 — Максим Грек завершает перевод Толкового Апостола.
- 1522 — Максим Грек при помощи Дмитрия Герасимова и Власа Игнатьева завершает перевод Толковой Псалтири (из писцов известны Михаил Медоварцев и Силуан). С этой работой связаны выписки Максима из Лексикона Свиды. Максим в послании Василию III просит разрешить ему вернуться на Афон, но получает отказ.
- 1524 — Силуан под наблюдением Максима Грека переводит «Беседы Иоанна Златоуста на Евангелие от Матфея» (вероятно, Силуан и Максим также перевели беседы Иоанна Златоуста на Евангелие от Иоанна).
- 1528 — Вернувшийся из Рима посол Василия III Еремей Трусов привозит с собой «Повесть о Лоретской божьей матери» (предположительно переведённую с латинского).
- 1520-е годы — Исаак Собака выступает как переписчик «Жития Богородицы» Симеона Метафраста, переведённого Максимом Греком.
- Первая половина 1530-х годов (к 1535) — Дмитрий Герасимов по поручению архиепископа Макария переводит с латинского «Толкования на Псалтырь» Бруно Вюрцбургского и пишет к нему послесловие. Тогда же, вероятно, именно Герасимов переводит «Письмо Максимилиана Трансильвана» с описанием путешествия Магеллана.
- 1534 — Николай Булев по поручению митрополита Даниила переводит «Травник», изданный в Любеке в 1492 г.
- Не позднее 1540-х годов — перевод с польского «Сказания о смерти некоего мистра великого, сиречь философа».
- Вторая четверть XVI века — Максим Грек переводит латинскую повесть о взятии Константинополя.
- 1552 — Максим Грек переводит Псалтирь для Нила Курлятева. В том же году (либо между 1556—1558 годами) Нил Курлятев пишет предисловие к Псалтири, рассуждая о переводах.
- 1570-е годы — А. М. Курбский составляет сборник «Новый Маргарит», переводит «Источник знания» Иоанна Дамаскина и сочинение «О силлогизме» Иоганна Спангенберга, а также жития из сборника Симеона Метафраста.
- 1575—1577 — Андрей Курбский с помощью Михаила Андреевича Ноготкова-Оболенского переводит «Богословие», а затем «Диалектику» Иоанна Дамаскина.
- 1584 — перевод с польского «Хроники Марцина Бельского» Амброжием Бжежевским (по её изданию 1564 г.). (ранее 1572 г. Бжежевский перевёл эту хронику на белорусский язык).
- 1586 — Некий Андрей Алферьев переводит с польского на славянский «Грамматику».
- Первая половина XVI века — распространение на Руси текста «Исторической палеи».
- Первая половина XVI века — сделан перевод «Географии» Помпония Мелы.
- Не позднее середины XVI века — распространение на Руси переведённой первоначально на сербский «Повести о Бове».
- Не позднее XVI века — апокриф «Семьдесят имён Богу».
- Не позднее XVI века — апокриф «Сказание Анфилога царя о святой литургии».
- Не позднее XVI века — перевод «Сказание Иеронима об Иуде-предателе».
- XVI век — некто Кайбышев перевёл (возможно, с английского) «Лечебник Строгановых лекарств».
- XVI век — распространение на Руси перевода «Повести о Никифоре Фоке».

## Печатные книги
- 1550-е годы — Работа «анонимной типографии» в Москве, выпустившей 7 изданий. В ней предположительно работал печатник Маруша Нефедьев (в акте 1556 г. назван «мастером печатных книг»). По гипотезе Е. Л. Немировского, ей руководил Сильвестр.
- 19 апреля 1563 — 1 марта 1564 — первая точно датированная русская печатная книга «Апостол». Издана Иваном Фёдоровым и Петром Тимофеевым Мстиславцем.
- 1565, 7 августа — 29 сентября и 2 сентября — 29 октября — Иван Федоров и Петр Мстиславец напечатали в Москве два издания «Часовника».
- Между 1565 и 1568 (по Е. Л. Немировскому, не позднее 1566) — Иван Федоров и Петр Мстиславец покидают Москву.
- 1568 (начала печататься 8 марта) — В Москве в типографии Никифора Тарасиева и Андроника-Невежи Тимофеева напечатана «Псалтирь» с послесловием печатников.
- 1568, 8 июля — 1569, 17 марта — В Заблудове, в имении гетмана Ходкевича, Иван Федоров и Петр Мстиславец печатают «Учительное евангелие».
- 1569 — Петр Мстиславец отправляется в Вильно, где оборудует типографию на средства купцов Кузьмы и Луки Мамоничей.
- 1569, 26 сентября — 1570, 23 марта — В Заблудове Иваном Фёдоровым напечатаны Псалтирь с Часословцем.
- 1571 — В московском пожаре гибнет типография Никифора Тарасиева и Невежи Тимофеева.
- Осень 1572 — Иван Федоров переехал во Львов.
- 1574 — Во Львове Иваном Федоровым напечатан «Апостол».
- 1574 — Во Львове Иван Федоров напечатал «Азбуку».
- 1575 — В Вильно Петр Мстиславец напечатал «Евангелие».
- 1576 — В Вильно Петр Мстиславец напечатал «Псалтирь».
- 1577 — В Александровой слободе Невежей Тимофеевым напечатана «Псалтирь».
- 1577—1580 — В Александровой слободе Невежей Тимофеевым напечатан «Часовник».
- 1578 — Иван Федоров основывает типографию в Остроге. Напечатано новое издание «Азбуки».
- 1580 — В Остроге напечатаны Новый завет с Псалтирью и «Книжка собрание вещей нужнейших» (указатель к Новому завету).
- 1580—1581 — Иван Федоров печатает в Остроге Библию.
- 1581 — В Остроге напечатана листовка — «Хронология» Андрея Рымши.
- 1586 — Издание в Вильнюсе славянской грамматики «Осмь частий слова» под названием «Кграматика словеньска языка».
- 1587 — В Москве Андроник-Невежа Тимофеев организует государственную типографию.
- 1589 — В Москве напечатана «Триодь постная».
- 1591 — В Москве напечатана «Триодь цветная».
- 1593 — Архиепископ Вологодский Иона Думин отправил в Вологду 200 экземпляров Триоди для распределения по церквам.
- 1594 — В Остроге напечатана «Книга о постничестве» Василия Великого.
- 1594 — В Москве напечатан «Октоих» (в 2 частях).
- 1596, февраль — Издание лексикона Лаврентия Зизания в Вильне.
- 1596 — Издание в Остроге «Маргарита».
- 1597 — В Москве напечатан «Апостол». Первая московская книга с указанным тиражом: 1050 экз.
- 1598 — В Остроге напечатана «Азбука».
- 1598 — В Москве напечатан «Часовник».
- 1600 — В Москве напечатана «Минея общая».